# نیو لندن (آلاباما)
نیو لندن (به انگلیسی: New London) یک منطقهٔ مسکونی در ایالات متحده آمریکا است که در آلاباما واقع شده‌است. نیو لندن ۱۴۲٫۰۴ متر بالاتر از سطح دریا قرار دارد.